# Звільнений театр

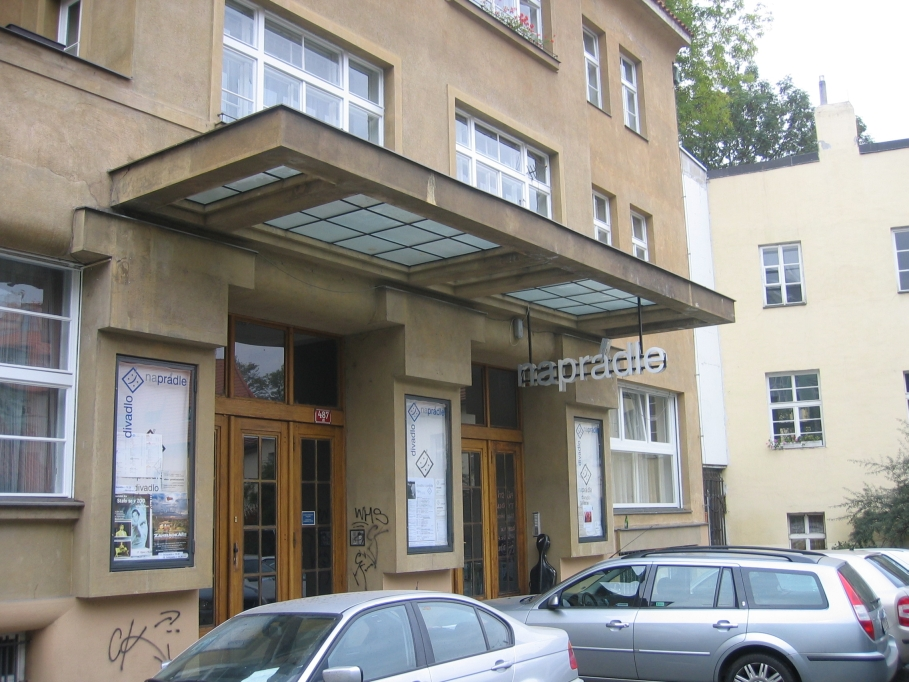
Будівля, в якому спочатку розміщувався театр

Звільнений театр (чеськ. Osvobozené divadlo) — чехословацький театр політичної сатири.

## Історія
Заснований в 1925 році в Празі режисерами Їндржихом Гонзлем і Їржі Фрейком і офіційно розпочав свої виступи з лютого 1926 року. У репертуарі театру були сатиричні комедії Яна Веріха і Їржі Восковця, п'єси Вітезслава Незвала, Адольфа Гоффмайстера. Музику до спектаклів писав композитор Ярослав Єжек. Одним з постійних критиків театру був Юліус Фучик.
П'єси були пройняті злободенними політичними натяками, в них сатирично зображувалась дійсність. Виставам, близьким до політичних оглядів, приділялася форма своєрідного театру масок, де головними дійовими особами були два клоуни — Восковець і Веріх (V-j-W). Велике місце займала імпровізація.
Напередодні окупації Чехословаччини (1938) «Звільнений театр» був закритий.
Після Другої світової війни (1946) Ян Веріх та Їржі Восковець (Ярослав Єжек помер у США в 1942 році) намагалися відновити Звільнений театр (п'єса Чудодійний горщик), але соціальні умови були не дуже сприятливими для політичної сатири. Більше того, вже на початку цього періоду між двома авторами виникли розбіжності щодо подальшого спрямування театру, що, безумовно, знайшло своє відображення у їхніх діалогах. Після еміграції Іржі Восковця Звільнений театр остаточно припинив існування.